# Bahnstrecke Casarano–Gallipoli
| Gallipoli Porto (2004) |                      |                       |                       |
| |                      |                       |                       |
| Streckenlänge: | 22,0 km              |                       |                       |
| Spurweite: | 1435 mm (Normalspur) |                       |                       |
| |                      |                       |                       |
| \| \| \| von Gagliano Leuca \| \| \| \| 0 \| Casarano \| Casarano \| \| \| \| nach Nardò Centrale \| \| \| \| 4,7 \| Melissano \| Melissano \| \| \| 7,8 \| Racale-Alliste \| Racale-Alliste \| \| \| 10 \| Taviano \| Taviano \| \| \| 18,6 \| Gallipoli Baia Verde \| Gallipoli Baia Verde \| \| \| 20,7 \| Gallipoli Via Salento \| Gallipoli Via Salento \| \| \| \| von Nardò Centrale \| \| \| \| 22,0 \| Gallipoli \| Gallipoli \| \| \| \| Gallipoli Porto \| \| |                      |                       |                       |
| Strecke |                      | von Gagliano Leuca    | von Gagliano Leuca    |
| Bahnhof | 0                    | Casarano              | Casarano              |
| Abzweig geradeaus und nach rechts |                      | nach Nardò Centrale   | nach Nardò Centrale   |
| Bahnhof | 4,7                  | Melissano             | Melissano             |
| Bahnhof | 7,8                  | Racale-Alliste        | Racale-Alliste        |
| Bahnhof | 10                   | Taviano               | Taviano               |
| Haltepunkt / Haltestelle | 18,6                 | Gallipoli Baia Verde  | Gallipoli Baia Verde  |
| Haltepunkt / Haltestelle | 20,7                 | Gallipoli Via Salento | Gallipoli Via Salento |
| Abzweig geradeaus und von rechts |                      | von Nardò Centrale    | von Nardò Centrale    |
| Kopfbahnhof Strecke ab hier außer Betrieb | 22,0                 | Gallipoli             | Gallipoli             |
| Haltepunkt / Haltestelle Streckenende (Strecke außer Betrieb) |                      | Gallipoli Porto       | Gallipoli Porto       |

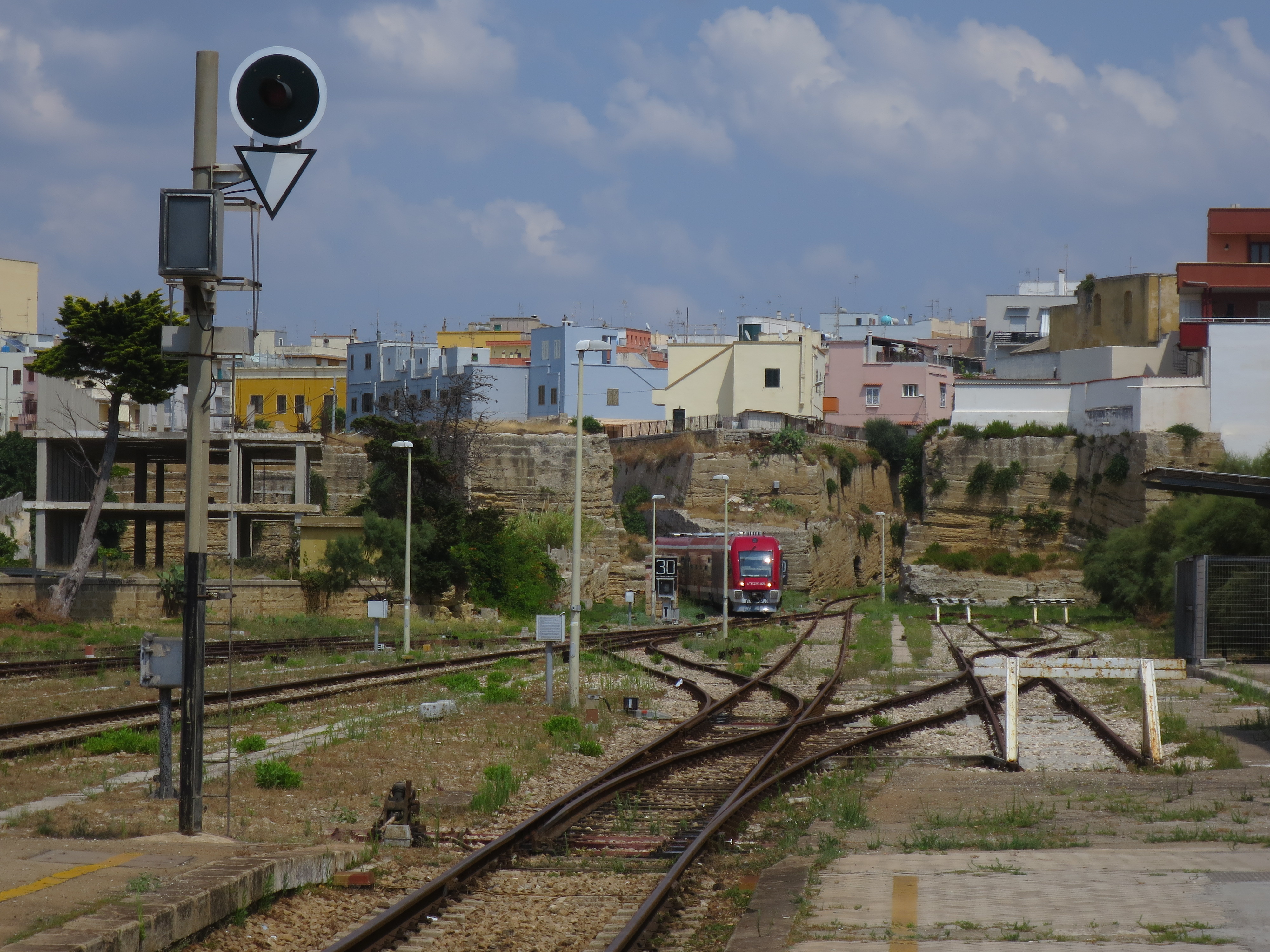
Einfahrender Zug aus Lecce in den Bahnhof von Gallipoli. Rechts zweigt die Strecke nach Casarano ab.

Die Bahnstrecke Casarano–Gallipoli gehört zum Netz der Ferrovie del Sud Est (FSE), die seit 4. August 2016 den Ferrovie dello Stato Italiane (FS) gehören.

## Geschichte

### Ferrovie Salentine
Die Bahnstrecke wurde 1919 von den Ferrovie Salentine auf Drängen des Militärs erbaut, um den Transportweg vom Hafen Gallipoli in den Süden der apulischen Halbinsel abzukürzen, wo es keinen weiteren Hafen gab. Die gewählte Streckenführung verkürzte den Weg nur um etwa acht Kilometer, weil sie für den zivilen Verkehr an einigen Ortschaften vorbei geführt wurde.

### FSE
1931 wurden als Zusammenschluss einiger kleiner regionaler Bahngesellschaften in Apulien, darunter der Ferrovie Salentine, die Ferrovie del Sud Est gegründet, die ab diesem Zeitpunkt die Strecke betrieb.

## Streckenbeschreibung
Die Strecke ist eingleisig, nicht elektrifiziert und 22,0 km lang. Der Abstieg der Strecke von der apulischen Hochfläche auf Küstenhöhe (4 m) erfolgt im Stadtgebiet von Gallipoli auf einer Rampe, durch einen tiefen, steilen Einschnitt in einer Felsformation.

## Betrieb
Auf der Strecke verkehrt die Linie 4 der FSE.